# Edgar Kurz (Dichter)
Konrad Edgar Kurz (* 16. Januar 1853 in Stuttgart; † 27. April 1904 in Florenz, Italien) war ein deutscher Lyriker und Arzt.

## Leben und Werk
Konrad Edgar Kurz wurde 1853 in Stuttgart als erstes von fünf Kindern des Schriftstellers Hermann Kurz und der Pazifistin Marie Kurz geboren. Zu seinen Geschwistern zählten die Schriftstellerin Isolde Kurz und der Bildhauer Erwin Kurz.
Nach seinem Medizinstudium und seiner Promotion in Tübingen im Jahre 1874 folgte eine Ausbildung bei Johann von Säxinger zum Gynäkologen. Seiner Berufung zum Mediziner folgend, ließ er sich 1877 in der Toskana nieder. Dort gründete er zusammen mit Vanzetti eine chirurgische Ambulanz und arbeitete als praktischer Chirurg und Frauenarzt in Florenz. Zu Lebzeiten folgte er auch der Familientradition und verfasste neben seiner Arbeit zahlreiche Gedichte.
Postum erschienen 1904 die beiden Gedichtbände Volkslieder aus der Toscana und Gedichte, die seine knapp ein Jahr jüngere Schwester, die Schriftstellerin und Dichterin Isolde Kurz, herausgegeben hatte. Ein dritter Lyrikband wurde 2019 im Martin Werhand Verlag unter dem Titel Heidenglaube – 50 zeitlose Gedichte publiziert.

## Schriften (Auswahl)
- Ein Fall von Placenta prævia centralis: Inaugural-Dissertation. Sachbuch/Dissertation. Verlag Fues, Tübingen 1874.
- Volkslieder aus der Toscana. Lyrik. Verlag H. Laupp, Tübingen 1904.
- Gedichte. Lyrik. Stuttgart J.G. Cotta Nachf. 1904
- Heidenglaube – 50 zeitlose Gedichte. Lyrik. Martin Werhand Verlag, Melsbach 2019, ISBN 978-3-96175-122-8.